# Малина (област Добрич)
Вижте пояснителната страница за други значения на Малина.
 Тази статия е за добричкото село.  За другото село вижте Малина (Област Бургас).  За други значения вижте Малина (пояснение).
Малина е село в Североизточна България. То се намира в община Генерал-Тошево, област Добрич.

## Население
Преброяване на населението през 2011 г.
Численост и дял на етническите групи според преброяването на населението през 2011 г.:
|                     | Численост | Дял (в %) |
| Общо                | 199       | 100,00    |
| Българи             | 129       | 64,82     |
| Турци               | 53        | 26,63     |
| Цигани              | 9         | 4,52      |
| Други               | 3         | 1,50      |
| Не се самоопределят | 0         | 0,00      |
| Неотговорили        | 5         | 2,51      |

## Редовни събития
- 14 юни – събор на селото.